# Yubitsume
Le yubitsume (指詰め) ou otoshimae est la pratique d'auto-ablation de l'auriculaire ou de l’annulaire utilisée par les yakuzas pour « présenter des excuses » à leur oyabun. C'est la forme la plus commune de réparation  en cas d'erreur ou de manquement à leur devoir.

## Origines
Ce rituel est censé provenir des tekiya, des joueurs ambulants, ancêtres des yakuzas. Si un joueur professionnel était incapable de payer une dette de jeu, le yubitsume était un moyen de paiement alternatif possible. Cette pratique handicapait le joueur, le rendant moins habile pour se défendre.
Cette pratique avait cours dans d'autres corps sociaux, certaines prostituées se mutilant le petit doigt en signe de dévotion à leur proxénète. Les samourais pratiquaient aussi cette automutilation de manière expiatoire.
Cette pratique s'est ensuite transmise aux yakuzas, qui devraient l'appliquer en cas de manquement au devoir, ou d'erreur. 
En 1993, une étude gouvernementale concluait que 45 % des yakuzas avaient une phalange coupée, et 15 % au moins deux. C'est un rituel aujourd'hui en perte de vitesse, surtout depuis le vote de la loi Antigang en 1992, en grande partie par souci de discrétion. En outre, certains yakuzas ayant déjà des phalanges manquantes ont recours à des prothèses afin de masquer leur mutilation.

## Mode opératoire
Le yakuza fautif coupe lui-même son auriculaire, à l'aide d'un tantō. La cérémonie a lieu soit en présence de l’offensé, à qui il remet alors l’auriculaire dans un petit linge blanc, soit seul, à son domicile, et il l’envoie alors à l’oyabun. La faute lavée, si le yakuza commet une nouvelle erreur, il répète l’opération avec l’annulaire et ainsi de suite. Il est donc possible de voir des membres de la pègre nippone amputés de plusieurs doigts.
Il reste possible que l'oyabun trouve la réparation insuffisante par rapport à l'erreur commise. Ce refus est très blessant envers le subordonné fautif, qui cherchera à tout prix à retrouver son honneur, quitte à se suicider. L'oyabun peut aussi imposer la punition de son choix.

## Leyubitsumedans la culture
Ce rituel est une scène classique du yakuza eiga. Il apparaît également dans des films américains : Black Rain, Outrage et The Yakuza ou américano-japonais : The Outsider ainsi que dans les séries américaines Teen Wolf et The Man in the High Castle. On y assiste également par deux fois dans le jeu vidéo Yakuza 0.